# Epic (chanson)
Pour les articles homonymes, voir Epic.
Singles de Faith No More
From out of Nowhere
(1989) Falling to Pieces
(1990)
Epic est une chanson du groupe de rock américain Faith No More.

## Le single
Issue de l'album The Real Thing dont elle en est le deuxième single qui paraîtra le 30 janvier 1990, cette chanson est un mélange de hip hop (la voix), de funk (la rythmique) et de heavy metal (la guitare) et n'est pas sans rappeler les Red Hot Chili Peppers, ce qui provoquera l'indignation de leur leader Anthony Kiedis.
Le clip vidéo sera massivement diffusé par MTV et s'attirera les foudres des défenseurs des droits des animaux car on y voyait un poisson se débattant hors de l'eau. Il est dit que ce poisson appartenait d'ailleurs à la chanteuse Björk.
Composé par tous les membres du groupe, le single aura droit à différentes versions suivant le pays et les continents.

## Réception
Epic sera un hit et la seule chanson du groupe à entrer dans le top 10 des charts américains, 9e place du Billboard Hot 100, elle sera en outre certifié disque d'or aux États-Unis pour plus de 500 000 singles vendus.
Le single sera aussi un succès en Grande-Bretagne (37e place des charts) et en Australie où il restera classé trois semaines à la 1re place

## Liste des titres
- Epic sera décliné en plusieurs versions différentes selon les pays[5].
- Tous les titres sont signés Bordin, Bottum, Gould, Martin & Patton sauf indications.

### Version US7"
1. Epic (radio remix edit) - 3:59
2. Edge of the World  - 4:09

### Version internationale12"
1. Epic (album version) - 4:54
2. War Pigs (Geezer Butler / Iommi / Osbourne / Ward) - 8:02  (enregistré live à Berlin)
3. Surprise You're Dead - 2:52 (enregistré live à Sheffield)
4. Chinese Arithmetic - 4:16 (enregistré live à Sheffield)

titre bonus version japonaise
1. Epic - 4:28 (enregistré live à Norwich)

### Version australienne7"
1. Epic - 4:51
2. The Morning After - 3:44

titre bonus version 12"
1. We Care a Lot - 3:50 (enregistré live à Brixton)

## Musiciens
- Mike Patton : chant
- Mike Bordin : batterie, percussions
- Roddy Bottum : claviers
- Bill Gould : basse
- Jim Martin : guitares